# Raoul Lambert
Raoul Lambert (Oostkamp, 22 ottobre 1944) è un ex calciatore belga, di ruolo attaccante.

## Carriera
Con il Club Bruges, sua unica squadra, vinse cinque volte il campionato belga (1973, 1976, 1977, 1978, 1980) e tre volte la Coppa nazionale (1968, 1970, 1977). Fu capocannoniere del campionato belga nel 1972. È considerata una bandiera della storia del club, con 18 stagioni e più di 200 gol all'attivo.
Conta 33 presenze in nazionale in 11 anni e un terzo posto agli Europei 1972 giocati in casa.

## Palmarès

### Club

#### Competizioni nazionali
- Campionato belga: 5

Club Bruges: 1972-1973, 1975-1976, 1976-1977, 1977-1978, 1979-1980
- Coppa del Belgio: 3

Club Bruges: 1968, 1970, 1977

### Individuale
- Capocannoniere del campionato belga: 1

1971-1972 (17 gol)